# Aiguilles d'Arves
De Aiguilles d'Arves (Arpitaans: Agouelyes d'Arves) is een berg bestaande uit drie toppen waarvan de hoogste 3514 meter hoog is. De berg is gelegen in het Massif d'Arvan-Villards, in het Franse departement Savoie, ten zuiden van het Mauriennevallei. De berg werd voor het eerst beklommen door William Auguste Coolidge in 1878.
De drie toppen :
- L'aiguille méridionale (3514 m)
- L'aiguille centrale (3513 m)
- L'aiguille septentrionale, bijgenaamd Tête de Chat (3364 m)

Allen bedekken nog stukken ijs van de gletsjer.

## Trivia
De drie toppen van de Aiguilles d'Arves zitten verwerkt in het logo van het bekende skigebied Les Sybelles. Vanaf de skipistes zijn de drie toppen goed te zien.

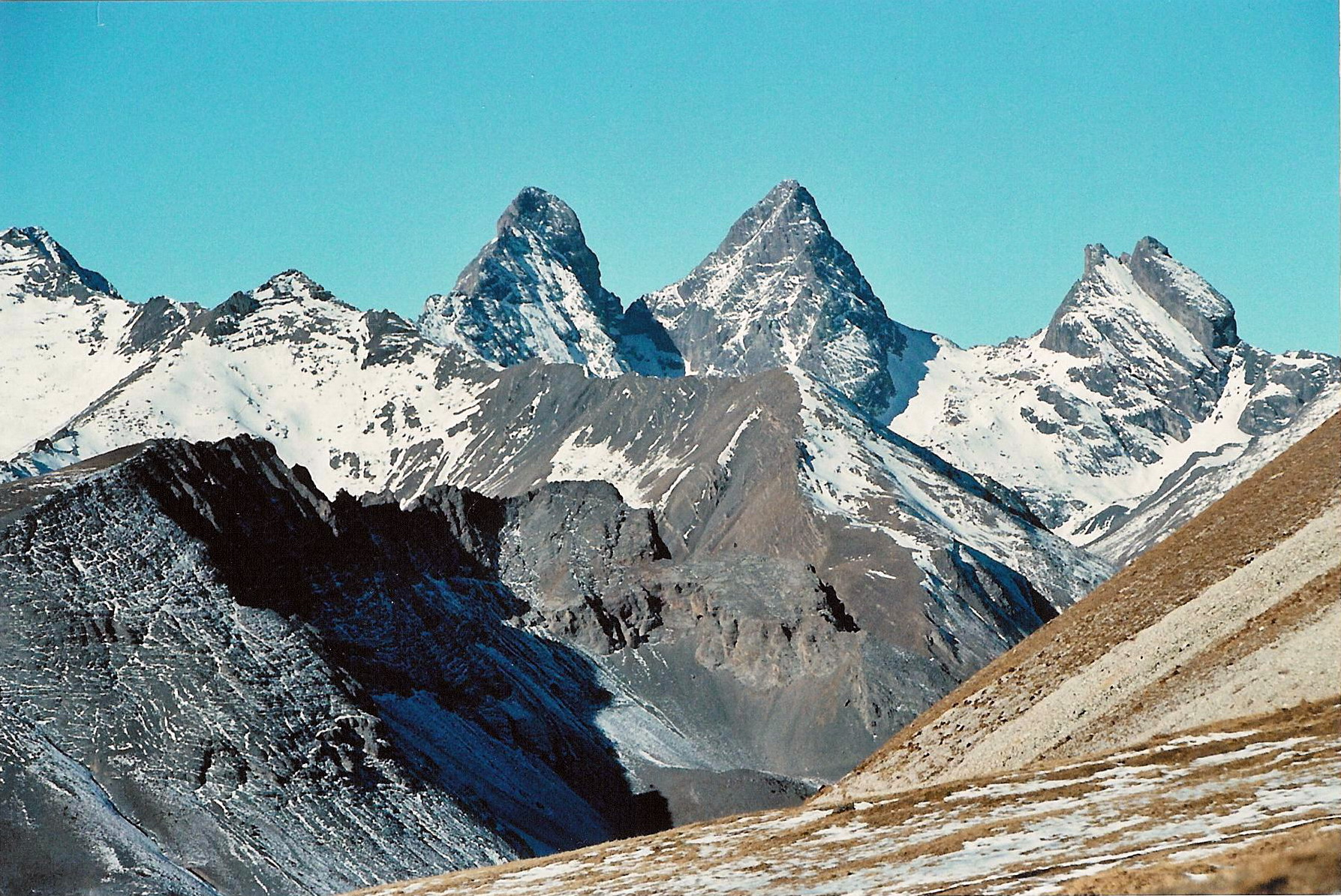
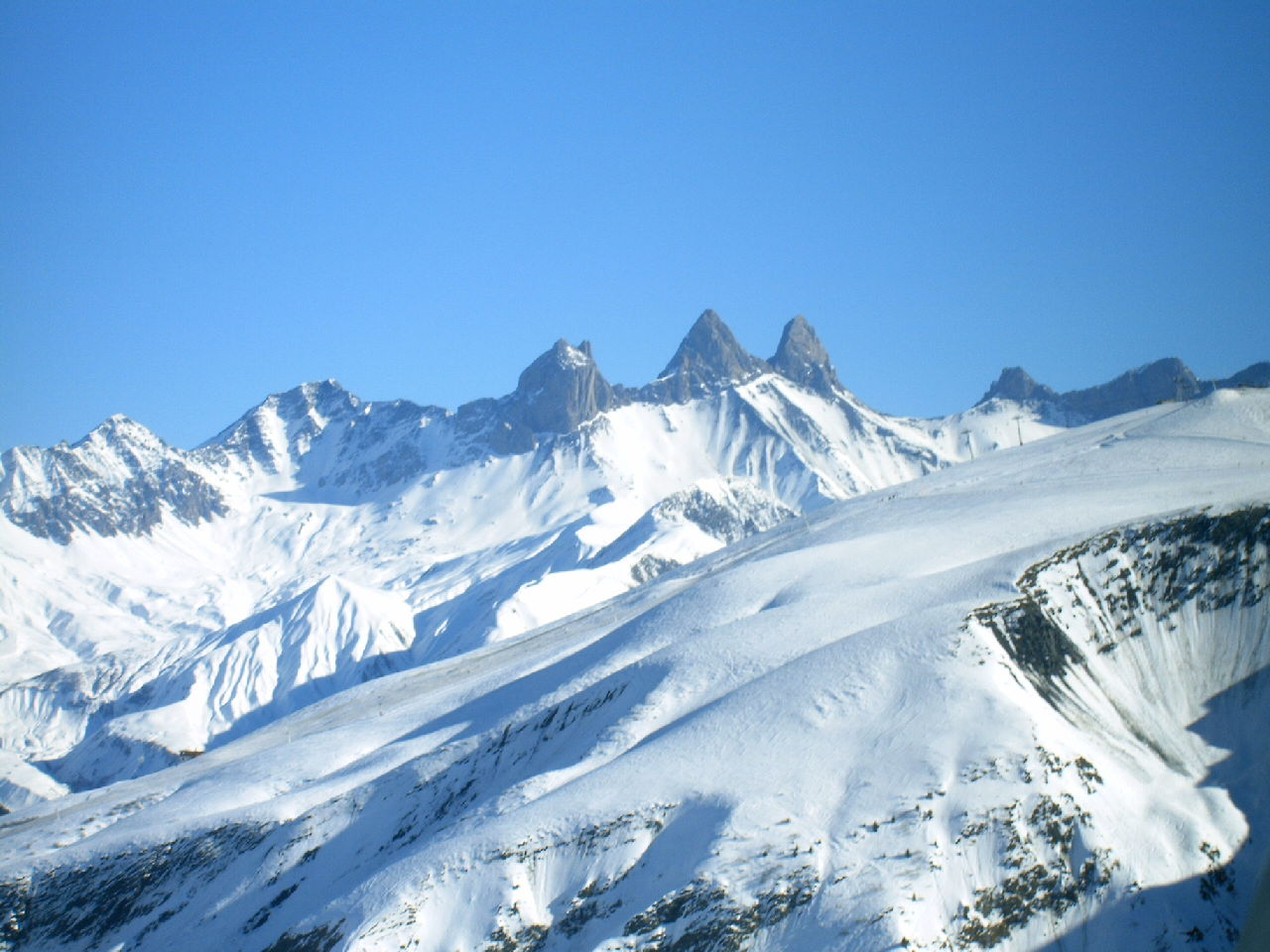
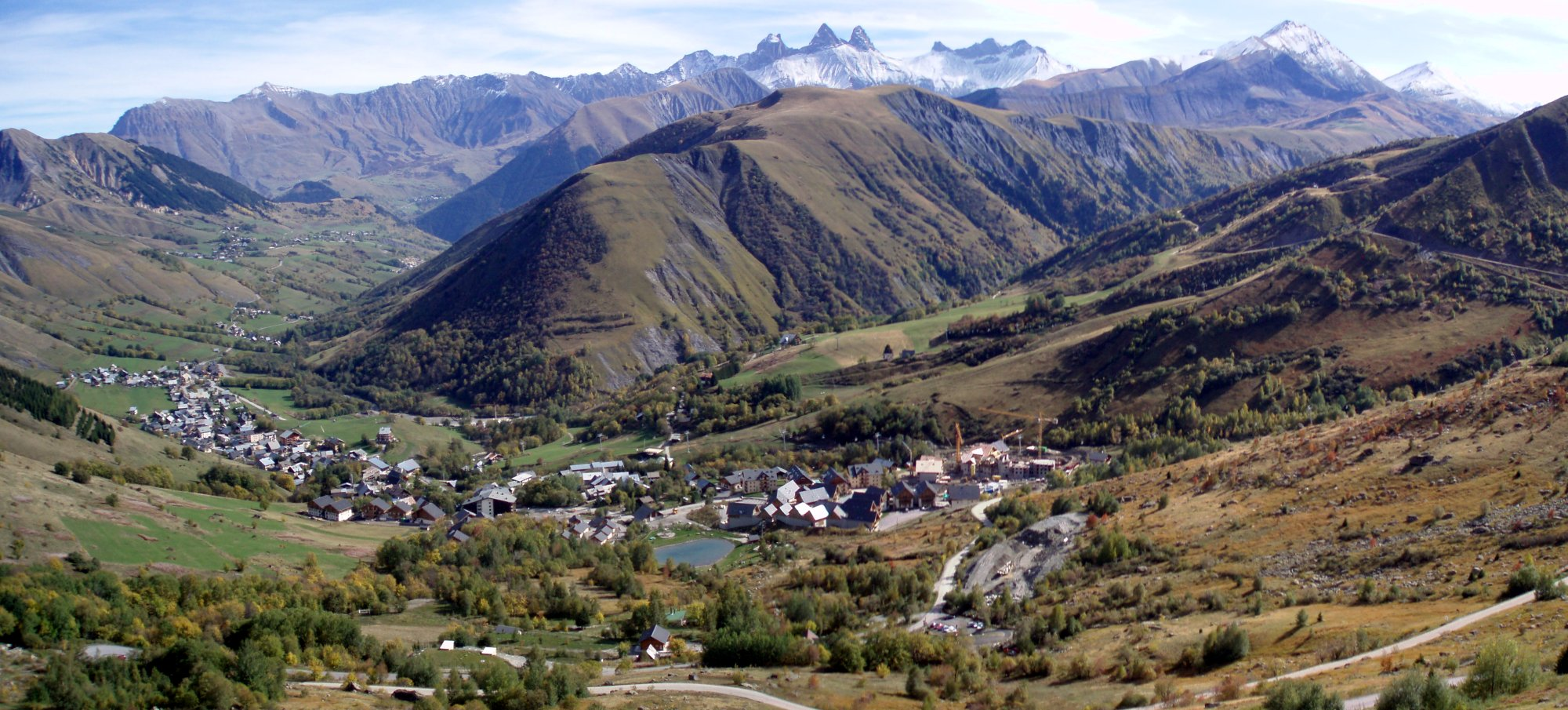